# Rhadinaea quinquelineata
Rhadinaea quinquelineata är en ormart som beskrevs av Cope 1886. Rhadinaea quinquelineata ingår i släktet Rhadinaea och familjen snokar. Inga underarter finns listade i Catalogue of Life.
Denna orm förekommer med flera från varandra skilda populationer i Mexiko i delstaterna Puebla, Querétaro och Guanajuato. Arten lever i bergstrakter mellan 1800 och 2300 meter över havet. Den vistas i skogar med tallar och ekar. Rhadinaea quinquelineata gräver i lövskiktet. Honor lägger ägg.
Beståndet hotas av skogsröjningar. Det är inget känt om populationens storlek. IUCN kategoriserar arten globalt som otillräckligt studerad.